# Pianissimo fortissimo
 (février 2024).
Si vous disposez d'ouvrages ou d'articles de référence ou si vous connaissez des sites web de qualité traitant du thème abordé ici, merci de compléter l'article en donnant les références utiles à sa vérifiabilité et en les liant à la section « Notes et références ».
Albums de Perturbazione
Canzoni allo specchio
(2005) Le città viste dal basso
(2009)
Pianissimo fortissimo est le cinquième album du groupe piémontais Perturbazione, sorti en 2007.

## Liste des titres
| No  | Titre                            | Durée |
| --- | -------------------------------- | ----- |
| 1.  | Un anno in più                   | 3:13  |
| 2.  | Nel mio scrigno                  | 3:51  |
| 3.  | Leggere parole                   | 4:34  |
| 4.  | Battiti per minuto               | 5:01  |
| 5.  | Qualcuno si dimentica            | 4:25  |
| 6.  | Casa mia                         | 3:38  |
| 7.  | On/Off                           | 3:41  |
| 8.  | Brautigan (Giorni che finiscono) | 4:36  |
| 9.  | Controfigurine                   | 4:24  |
| 10. | Giugno, dov'eri                  | 3:45  |